# Английский аукцион
Английский (прямой, открытый) аукцион — тип аукциона, основывающийся на установлении минимальной цены в качестве отправной, базисной для дальнейших торгов, в процессе которых запрашиваемая цена пошагово увеличивается и ставки известны всем участникам. Итоговая цена формируется в ходе торга из последней максимальной цены, предложенной одним из покупателей, который и становится победителем.
Наиболее распространённая форма интернет-торговли.

## Техника и правила

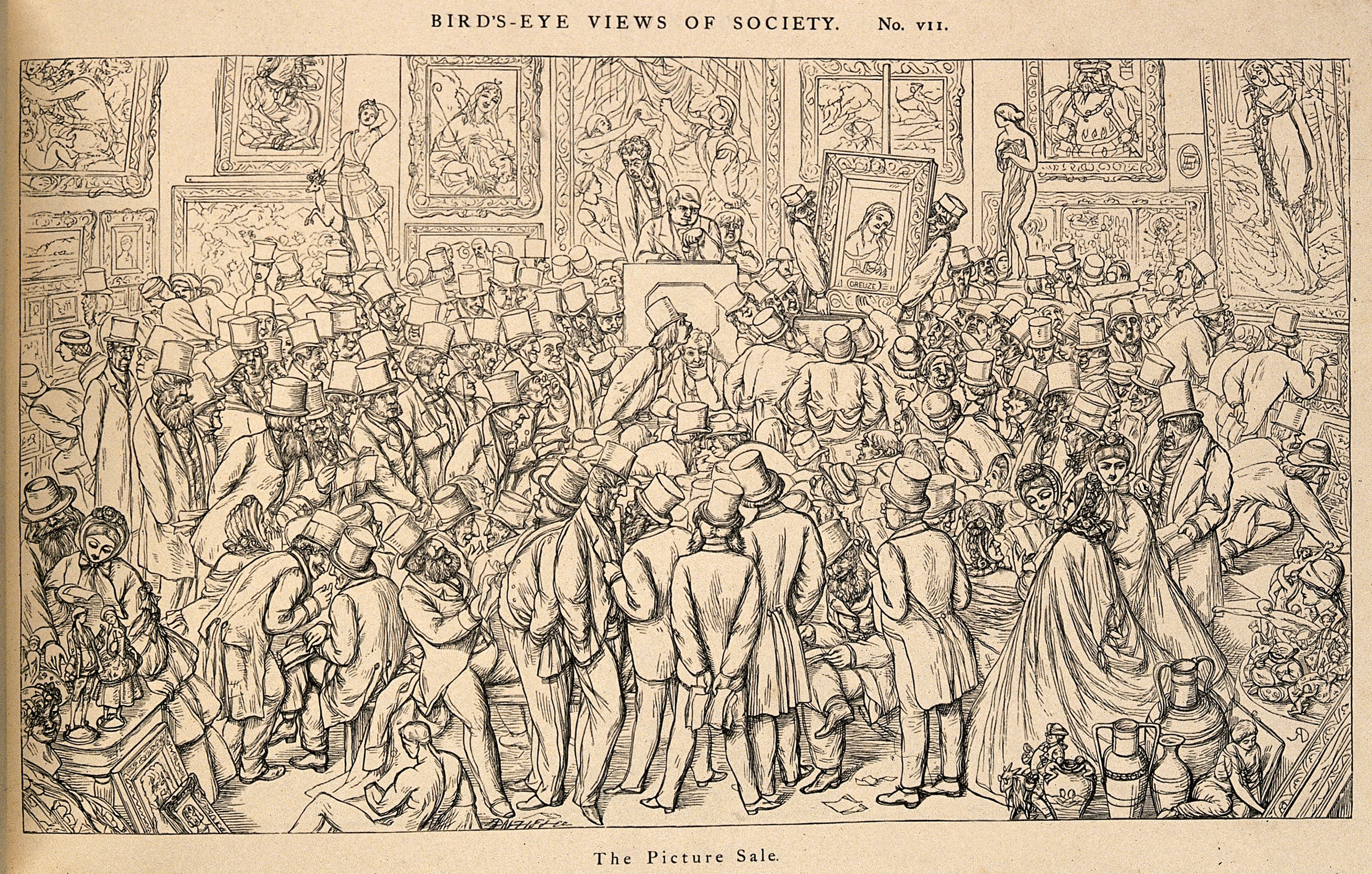
Популярный аукцион живописи и антиквариата

Английский аукцион стартует с объявления аукционистом наименьшей приемлемой для него цены, после чего повышает её. Участники демонстрируют готовность приобретения лота по заявленной цене. О своём выходе из аукциона участник сообщает аукционисту. Аукцион продолжается до того, как среди заинтересованных останется один участник, который и выигрывает по цене, при объявлении которой вышел второй участник.
Все участники аукциона должны лично (или их представители) присутствовать при его проведении, либо, при невозможности физического присутствия постоянно находится на связи (телефон, интернет) для того, чтобы видеть изменение цены и реагировать на это.
Английский аукцион представляет собой борьбу участников за так называемое «последнее слово» (улучшение ставки конкурента на значение минимально допустимого шага аукциона, максимизирующее доход), таким образом поступки участников аукциона сводятся к реакции на действия других участников и аукцион заканчивается прекращением ставок от участников.
Эффект «последнего слова» может привести к таким негативным итогам для заказчика, как:
1. Участники увлеклись и пересекли черту себестоимости продукции по контракту, что ведёт к нарушениям условий исполнения договора, давлению на заказчика о расторжении контракта по согласованию, и пр.
2. Поставщик утратил мотив участия в аукционе до достижения ценой минимального рыночного уровня:

- в случае участия одного игрока ввиду отсутствия заинтересованных лиц (возможно из-за низкой вероятности победы);
- сговор участников на разделение сверхрыночной прибыли между собой (особенно уязвим обратный английский аукцион);
- потеря возможности сделать ставку (отсутствие Интернета, отключение электричества и пр.);
- сговор участника и заказчика на устранение других участников (например отклонение кандидатур по формальным основаниям)[1].

Аукцион заканчивается как только участник осознаёт, что остался один и он получает объект аукциона по текущей цене, что приводит к тому, что основной задачей участников аукциона становится недопущение к аукциону других участников любыми путями.

## Виды
- Прямой (классический) — цены постепенно растут по предложению аукциониста или по заявкам участников. У участников есть возможность пересмотреть своё предложение в зависимости от действий конкурентов. Побеждает назначивший самую высокую цену[5].
- Обратный (реверсивный, редукцион) — используется не для продажи объекта аукциона, а для его покупки и заказчиком является покупатель. Цена стартует с резервной максимальной и постепенно снижается аукционистом (организатором аукциона), пока не останется продавец, согласный продать объект аукциона по предложенной цене[1][5].

## Отличия от других открытых аукционов
Голландский аукцион — аукцион на понижение; организатор аукциона заявляет высокую цену и постепенно снижает, пока кто-то из участников не выразит заинтересованность — этот участник является победителем и покупает лот по данной цене. Английский аукцион (в обоих его видах — прямом и обратном) отличается от голландского тем, что в голландском аукционе аукционист стартует с абсолютно невыгодной высокой цены последовательно снижая её, пока один из них не объявит о принятии текущей цены, при этом допускается только одна ставка — ставка победителя.

## В России
Английский аукцион в России с 2006 года определён основным способом проведения публичных закупок, в том числе в электронной форме.